# Anton Vidokle
Anton Vidokle född 1965 i Moskva, konstnär och kurator, boende i New York, som skapade informationstjänsten e-Flux och som var en av tre konstkuratorer för Manifesta 6, 2006.